# Volker Jung (Theologe)

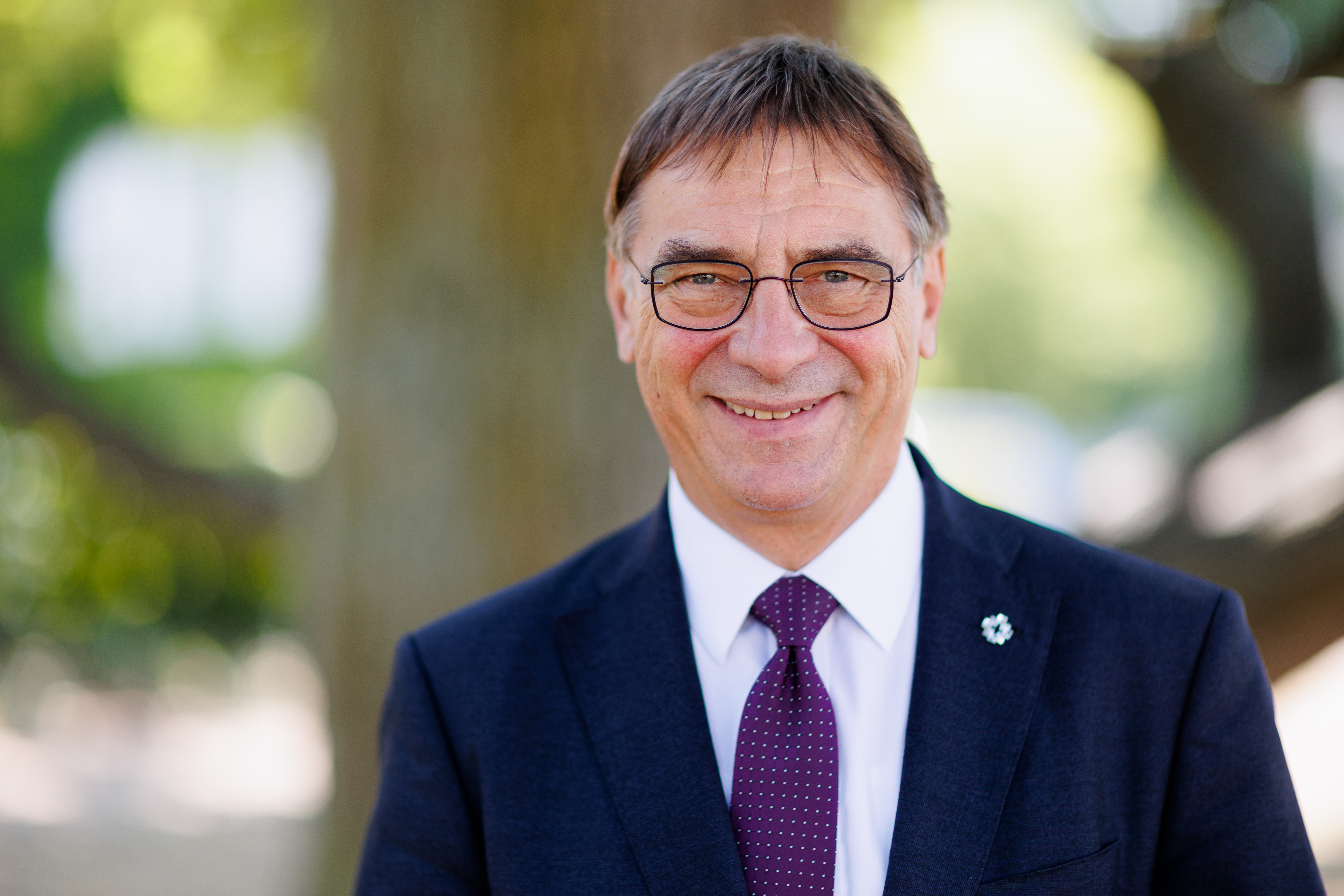
Volker Jung, Kirchenpräsident von 2009 bis 2024

Volker Jung (* 22. Januar 1960 in Schlitz in Hessen) ist ein deutscher evangelischer Theologe und war vom 1. Januar 2009 bis zum 31. Dezember 2024 Kirchenpräsident der Evangelischen Kirche in Hessen und Nassau (EKHN) mit Sitz in Darmstadt.

## Leben

### Ausbildung
Jung verbrachte seine Schulzeit in Schlitz und Lauterbach und nahm danach das Studium der Theologie in Bethel, später an den Universitäten Heidelberg und Göttingen auf. 1985 bestand er das Erste Theologische Examen und wurde danach wissenschaftlicher Mitarbeiter an der Universität Göttingen, um anschließend eine Forschungstätigkeit im Institutum Lutheranum in Göttingen von 1987 bis 1990 wahrzunehmen.
1991 folgte das Lehrvikariat, das mit dem 2. Theologischen Examen 1993 abschloss. Jung wurde Pfarrvikar in der Kirchengemeinde Stumpertenrod im Vogelsbergkreis und Beauftragter für Erwachsenenbildung im Dekanat Alsfeld.

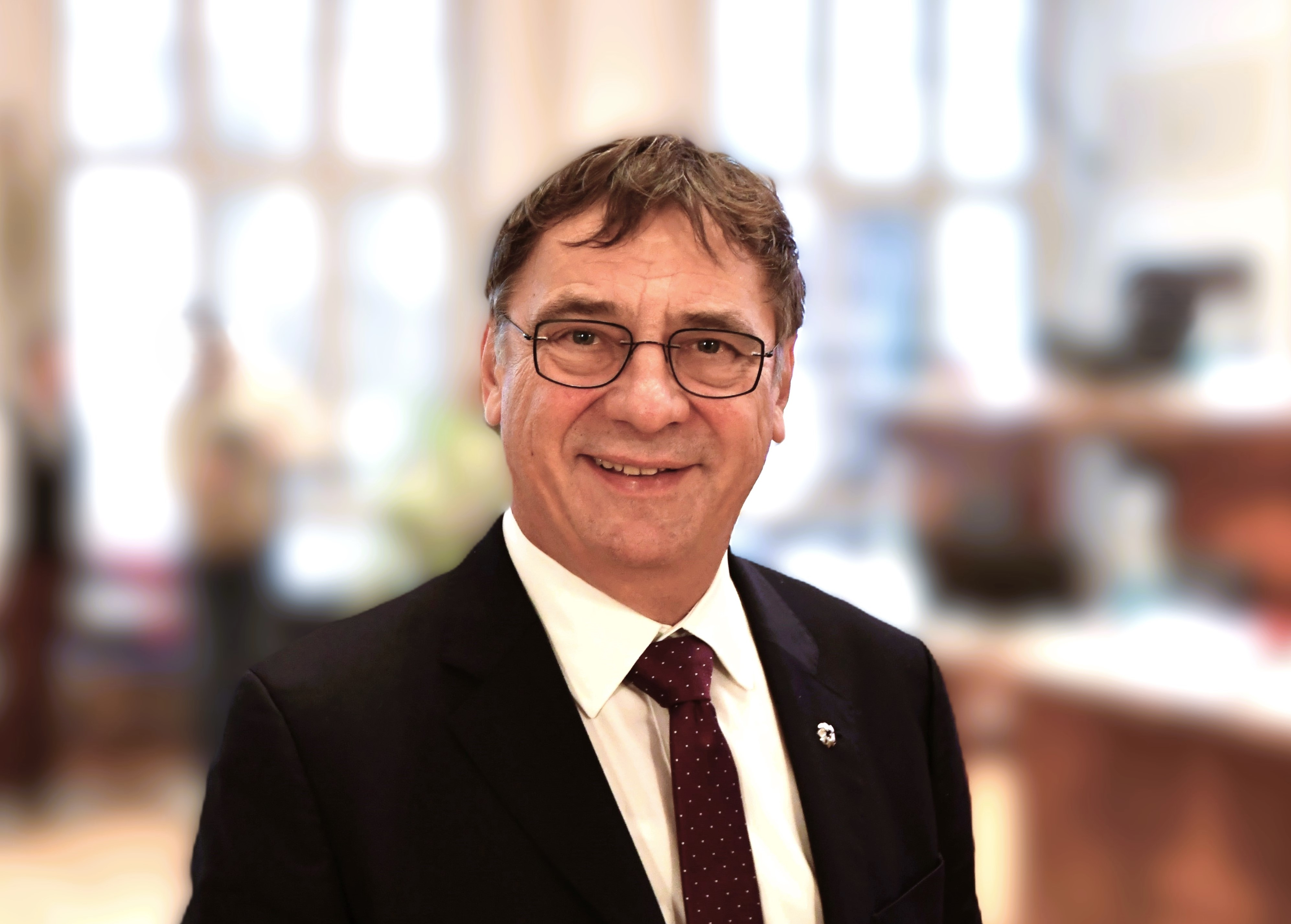
Volker Jung, Kirchenpräsident der Evangelischen Kirche in Hessen und Nassau (EKHN) 2009–2024

### Pfarrstelle und Dekanat
1997 wurde Jung Pfarrer in Lauterbach. 1998 promovierte er mit einer Arbeit über Schriftauslegung und Schriftverständnis bei Abraham Calov. In seinem Promotionsjahr wurde er zudem Dekan des Dekanats Lauterbach. Nach dem Zusammenschluss der Dekanate Lauterbach und Herbstein im Jahr 2000 wurde er auch Dekan des neu entstandenen Dekanats Vogelsberg. Er blieb zugleich Pfarrer in Lauterbach. Auf gesamtkirchlicher Ebene war er Mitglied im Vorstand der Konferenz der Dekaninnen und Dekane und gehörte von 2004 bis 2008 der hessen-nassauischen Kirchensynode an.

### Kirchenpräsident der Evangelischen Kirche in Hessen und Nassau (EKHN)

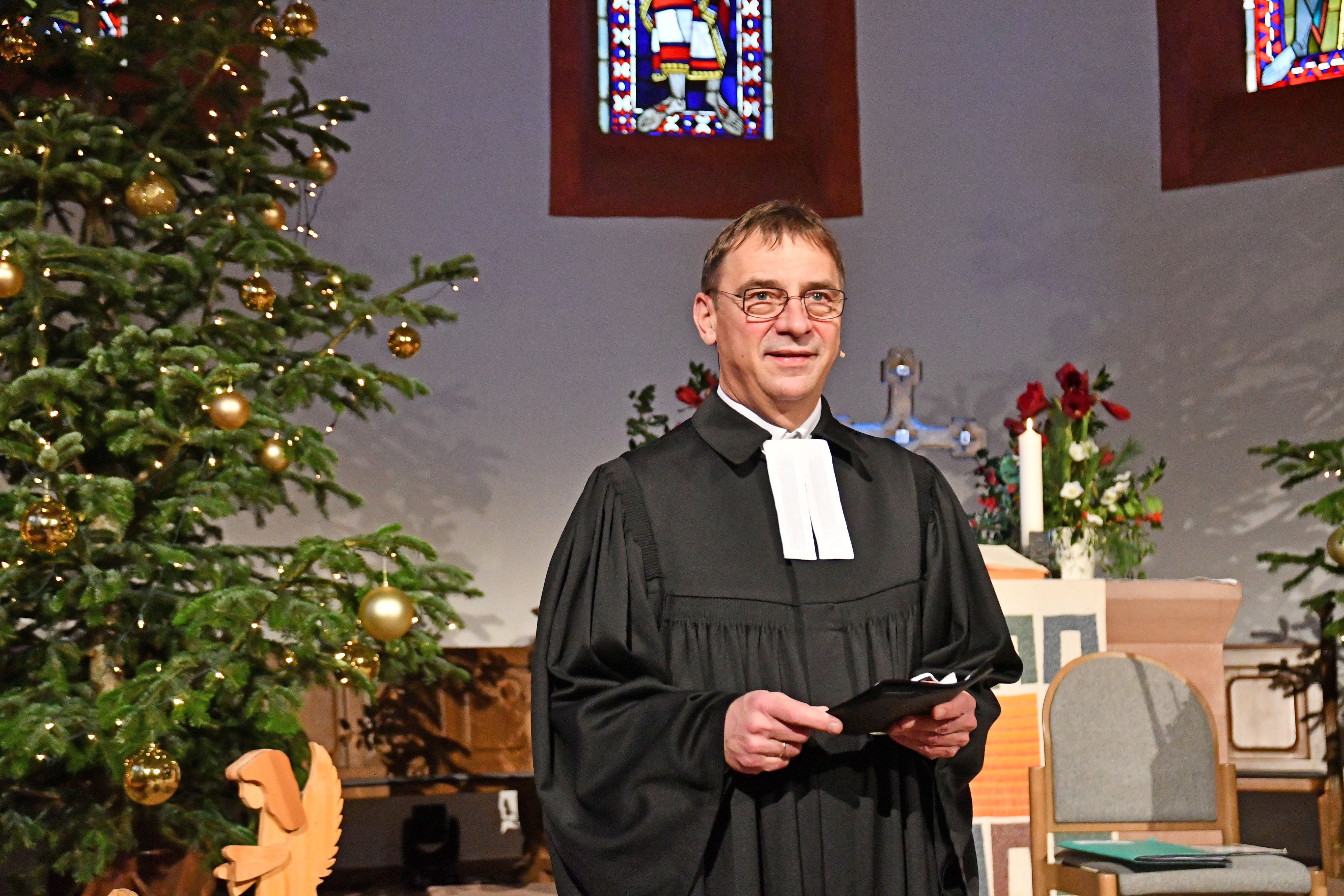
Kirchenpräsident Volker Jung in der Ingelheimer Saalkirche 2020

Am 27. September 2008 wählte die Synode der EKHN Volker Jung zum Kirchenpräsidenten. Er trat 2009 die Nachfolge von Peter Steinacker an, der zum 31. Dezember 2008 in den Ruhestand trat. In einem feierlichen Gottesdienst wurde Volker Jung am 15. Februar 2009 in der Stadtkirche Unserer Lieben Frau in Friedberg in sein Amt als Kirchenpräsident eingeführt, gleichzeitig wurde Peter Steinacker verabschiedet. Am 25. November 2015 wurde er bei der in Frankfurt am Main tagenden Synode der EKHN für weitere acht Jahre im Amt bestätigt. Am 26. Januar hat Volker Jung nach 16 Jahren sein Amt als Kirchenpräsident an Christiane Tietz übergeben. Offiziell endete sein Dienst bereits am 31. Dezember 2024. Er lebt seit seinem Ruhestand 2025 in Lauterbach.

### Aufgaben in der Evangelischen Kirche in Deutschland (EKD)
Im November 2015 wurde Jung in den Rat der EKD gewählt und 2021 wiedergewählt. Er schied mit dem Ruhestand aus dem Gremium aus.
Zuvor war Jung von 2011 bis 2015 auch Vorsitzender der Kammer für Migration und Integration der EKD. und in dieser Funktion bis 2014 Mitglied des Integrationsbeirates der Bundesregierung. In seiner Rolle als Vorsitzender der Kammer für Migration und Integration begleitete er in öffentlichen Äußerungen die Flüchtlingspolitik der Bundesregierung und der EU kritisch, unter anderem bei Auseinandersetzungen um das Thema Flucht und Kirchenasyl oder Fragen der Flüchtlingshilfe
Im Dezember 2015 wurde Jung zum Vorsitzenden des Aufsichtsrates des Gemeinschaftswerks der Evangelischen Publizistik (GEP) in Frankfurt gewählt. Ihm folgte nach seinem Ruhestand im Januar 2025 die pfälzische Kirchenpräsidentin Dorothee Wüst. Mit der Funktion stand Jung an der Spitze des Aufsichtsgremiums der Unternehmensgruppe, zu der etwa die evangelische Presseagentur epd, das Monatsmagazin „chrismon“ aber auch die Evangelische Journalistenschule in Berlin und die Produktionsfirma „Matthias-Film“ gehören. Der hessen-nassauische Kirchenpräsident galt damit umgangssprachlich als „Medienbischof“ der EKD.
Von 2016 bis 2022 war Jung auch Sportbeauftragter der EKD. In dieser Funktion war er insbesondere für den Kontakt zu den Sportverbänden zuständig und nahm für die evangelische Kirche in sportpolitischen Fragen wie etwa zum Thema Doping Stellung. Der Sportbeauftragte ist qua Amt ebenfalls Vorsitzender des Arbeitskreises Kirche und Sport der EKD. Im April 2022 übernahm der rheinische Präses Thorsten Latzel das Amt des Sportbeauftragten von Kirchenpräsident Volker Jung.
Seit 2013 gehört Volker Jung zum Präsidium der Union Evangelischer Kirchen (UEK). 2021 wurde er zum Vorsitzenden der Vollkonferenz der Union Evangelischer Kirchen (UEK) gewählt.
Jung war zudem einer der Vorsitzenden des Wissenschaftlichen Beirates der Kirchenmitgliedschaftsuntersuchung der Evangelischen Kirche in Deutschland (EKD). und er gehörte dem Leitungskreis „Reformationsjubiläum 2017“ an
Von 2009 bis 2013 arbeitete er auch in der Ad-hoc-Kommission mit, die den Text „Zwischen Autonomie und Angewiesenheit. Familien als verlässliche Gemeinschaft stärken. Eine Orientierungshilfe des Rates der EKD“ erarbeitete.

## Weiteres Engagement
2014 gehörte Jung unter anderem mit dem früheren DFB-Präsidenten Theo Zwanziger zu den Mitbegründern der „Stiftung gegen Rassismus“. Zuvor war er bereits in seiner Zeit als Dekan in der Initiative „Gesicht zeigen gegen Gewalt“ im Vogelsberg als Gründungsmitglied aktiv.
Der Kirchenpräsident ist zudem Autor zahlreicher Verkündigungssendungen im Hessischen Rundfunk (HR).

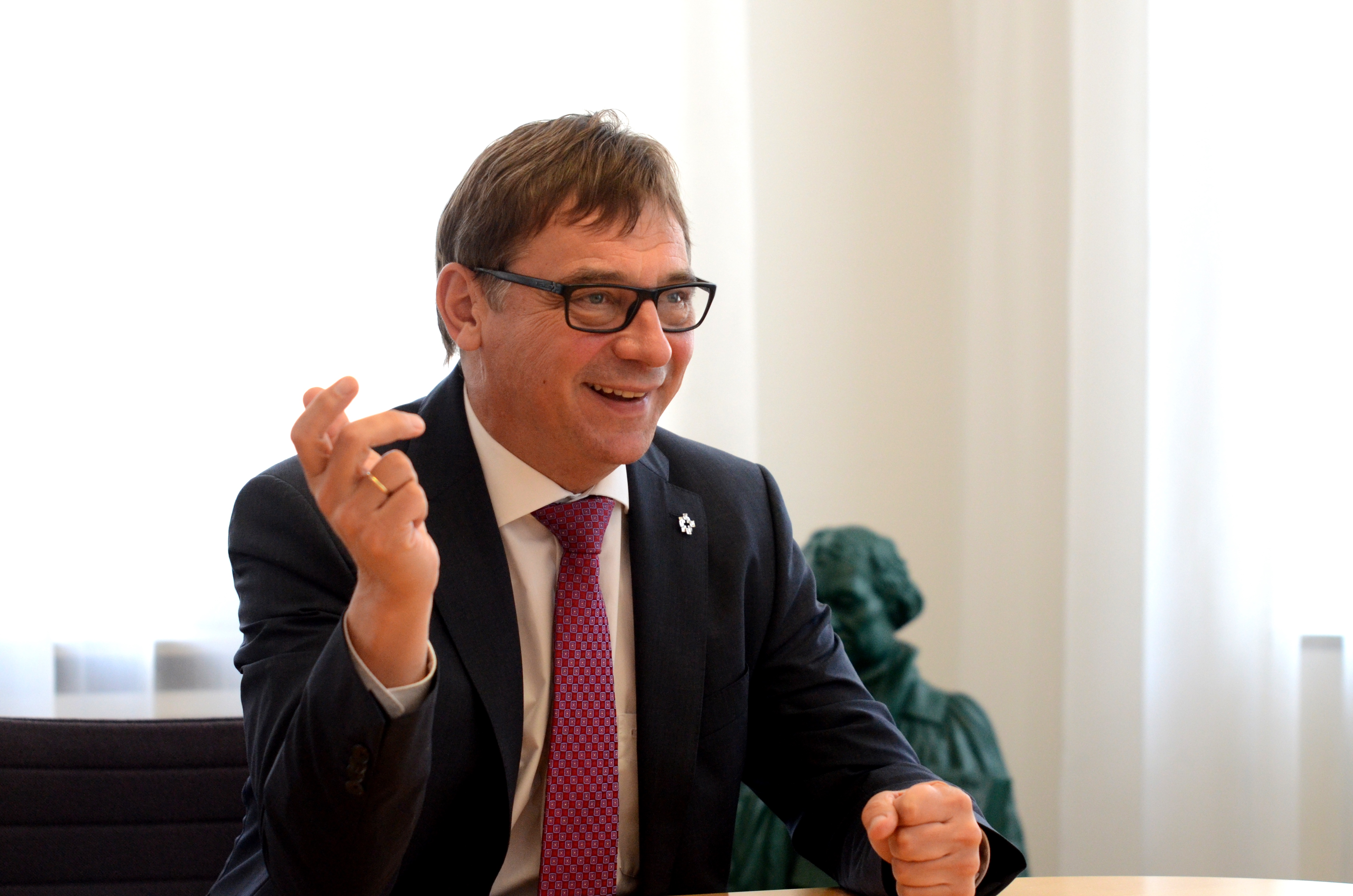
Kirchenpräsident Volker Jung

## Ehrungen
Jung hat sich in der Öffentlichkeit für die Rechte Homosexueller und gleichgeschlechtlicher Partnerschaften vor allem ab 2013 mehrmals deutlich positioniert. Für diesen Einsatz erhielt er 2014 die Auszeichnung „Kompassnadel“ des Schwul-Lesbischen Netzwerkes Nordrhein-Westfalen. sowie 2015 den Ehrenpreis des Bundesverbands der Lesben und Schwulen in der Union (LSU)
2016 wurde er Ehrendoktor der Johannes Gutenberg-Universität Mainz.
Am 26. Januar 2025 wurde Volker Jung vom Hessischen Ministerpräsidenten Boris Rhein mit dem Hessischen Verdienstorden ausgezeichnet. In seiner 16 Jahre währenden Amtszeit sei Jung auch als Kirchenpräsident stets Pfarrer geblieben und habe Seelsorge, Nächstenliebe und Gemeinsinn in vielfältiger Weise gelebt – als Kirchenpräsident der EKHN, als Mitglied im Rat der Evangelischen Kirche in Deutschland und als Sportbeauftragter. Außerdem habe er sich durch sein weitsichtiges Wirken in der Publizistik und sein Engagement in der Flüchtlingshilfe ausgezeichnet, so Rhein.

## Persönliches
Volker Jung ist verheiratet und hat zwei erwachsene Töchter.

## Veröffentlichungen
- Das Ganze der Heiligen Schrift. Hermeneutik und Schriftauslegung bei Abraham Calov (Zugl. Dissertation, Universität Göttingen 1997/98), Calwer Verlag, Stuttgart 1999, ISBN 978-3-7668-3633-5.
- Digital Mensch bleiben, Claudius Verlag, München 2018, ISBN 978-3-532-62826-3.
- Kirche in stürmischen Zeiten. Berichte zur Lage in Kirche und Gesellschaft (2009-2024), Evangelische Verlagsanstalt, Leipzig 2025, ISBN 978-3-374-07815-8.